# 2068.
◄ | 20. stoljeće | 21. stoljeće | 22. stoljeće | ►
◄ | 2030-ih | 2040-ih | 2050-ih | 2060-ih | 2070-ih | 2080-ih | 2090-ih | ►
◄◄ | ◄ | 2065. | 2066. | 2067. | 2068. | 2069. | 2070. | 2071. | ► | ►►
Astronomija

## Događaji
- 31. svibnja – Potpuna pomrčina Sunca koju će se moći vidjeti u južnoj Australiji.
- Očekuje se da će se te godine otvoriti vremenska kapsula koja se nalazi u spomeniku Helium Centennial Time Columns, ispred znanstvene ustanove Don Harrington 100 godina poslije nakon što je zapečaćena 1968. godine.